# Hrubý Jeseník (Boêmia Central)
Hrubý Jeseník é uma comuna checa localizada na região da Boêmia Central, distrito de Nymburk.